# Lunamatrona
Lunamatrona település Olaszországban, Szardínia régióban, Medio Campidano megyében. Lakosainak száma 1618 fő (2023. január 1.). Lunamatrona Pauli Arbarei, Sanluri, Siddi, Villanovaforru, Collinas és Villamar községekkel határos.

## Népesség
A település lakossága az elmúlt években az alábbi módon változott:
| Lakosok száma | 1700 | 1705 | 1618 |
|               | 2017 | 2018 | 2023 |